# 加多近街海濱長廊
加多近街海濱長廊（英語：Cadogan Street Promenade），是香港的一處海濱公園，位於香港島堅尼地城加多近街海旁，連接加多近街至西寧街，項目屬於中西區小型工程計劃之一，2024年6月28日啟用，由民政及青年事務局局長麥美娟、民政事務總署署長、中西區民政事務專員及多位立法會議員主禮。海濱長廊全長280米，公園由康樂及文化事務署管理。

## 設施
加多近街海濱長廊設有遮蔭座椅，方便市民觀看維港西部以及青馬大橋的景色，傍晚更可觀看日落。長廊亦設有吉祥物「友建樹」的打卡位，該吉祥物乃係民政事務總署為了推廣香港社會企業而推出的吉祥物，鼓勵市民關注身邊有需要的社群。不過，有市民認為遮蔭設施嚴重不足，烈日當空之下容易中暑。